# Строева, Ольга Георгиевна
Ольга Георгиевна Строева (1925—2021) — советский и российский учёный в области эмбриологии и биологии развития, доктор биологических наук (1968), профессор (1981). Лауреат Премии РАН имени А. О. Ковалевского (2003).

## Биография
Родилась 23 ноября 1925 года в Москве в семье Г. Ф. Строева (1890—1968), инженера-гидростроителя, лауреата Сталинской премии (1948). Прапрадед со стороны отца — П. М. Строев (1796—1876), историк, археограф и библиограф, действительный член Петербургской Академии наук. Двоюродный дед со стороны матери — Д. Н. Прянишников (1865—1948), агрохимик, биохимик и физиолог растений, академик АН СССР и ВАСХНИЛ.
С 1944 по 1949 год обучалась на биолого-почвенном факультете Московского государственного университета, по окончании которого с отличием получила специализацию зоолога-эмбриолога.
С 1949 по 1952 год обучалась в аспирантуре этого университета по кафедре экспериментальной эмбриологии.
С 1946 года ещё учась в университете была принята на научно-исследовательскую работу в Институт цитологии, гистологии и эмбриологии АН СССР (с 1948 года — Институт морфологии животных имени А. Н. Северцова АН СССР, с 1967 года — Институт биологии развития имени Н. К. Кольцова АН СССР, с 1991 года — РАН) в качестве лаборанта Лаборатории механики развития под руководством профессора Г. В. Лопашова, младшего научного сотрудника.
В 1955 году подписала «Письмо трёхсот», ставшее причиной отставки Т. Д. Лысенко с поста президента ВАСХНИЛ.
В 1968 году защитила докторскую диссертацию, обобщив результаты своих многочисленных экспериментов по пересадке глазных зачатков на стадиях глазного пузыря и глазного бокала. 
Позднее работала в Институте биологии развития старшим научным сотрудником, заведующим лаборатории клеточной дифференцировки и одновременно с 1981 года — профессором, с 2002 года — главным научным сотрудником этого института. Помимо научной занималась и педагогической работой в качестве преподавателя ВНИИ глазных болезней имени Г. Гельмгольца, преподавателя кафедры цитологии ЛГУ, кафедры эмбриологии МГУ и ТГУ, в Институте глазных болезней имени Гельмгольца.

### Научно-педагогическая деятельность и вклад в науку
Основная научно-педагогическая деятельность О. Г. Строевой была связана с вопросами в области экспериментальной эмбриологии и биологии развития. С 1956 по 1999 год О. Г. Строева являлась автором открытий в сфере закономерностей развития и регенерации глаза человека и млекопитающих в эмбриогенезе. С 1964 по 1971 год создавала научное направление в области сравнительных экспериментальных исследований развития глаза позвоночных. Совместно с Т. А. Детлаф занималась исследованиями в области пересадки ядер у бесхвостых амфибий для исследования ядерно-плазменных взаимодействий в развитии. О. Г. Строева являлась одним из создателей нового лекарственного препарата — активатора полифункционального «Актипол», внедрённого в медицинскую практику.
О. Г. Строева являлась участницей Международной эмбриологической конференции во Франции (1959) и Международной эмбриологической конференции в Хельсинки (1963).
Являлась членом Учёного совета ВНИИ глазных болезней имени Г. Гельмгольца (с 1982), членом Московского общества испытателей природы, член редакционных коллегий научных журналов «Архив анатомии, гистологии и эмбриологии» и «Онтогенез».
В 1952 году защитила кандидатскую диссертацию по теме: «Экспериментальное и сравнительное исследование ранних стадий развития органов движения некоторых позвоночных», в 1968 году — докторскую диссертацию на соискание учёной степени доктор биологических наук по теме: «Морфогенез и врожденные аномалии глаза млекопитающих». В 1981 году приказом ВАК СССР ей было присвоено учёное звание профессор. О. Г. Строевой было написано более двухсот научных трудов и двух монографий, в том числе «Развитие глаза в свете экспериментальных исследований» (1963, переведена на английский язык: Development of the eye: experimental studies. 1964. Israel Program for Scientific Translation, Jerusalem) и «Морфогенез и врожденные аномалии глаза млекопитающих» (1971), в 1960 году печаталась в научном журнале «Journal of Embryology and Experimental Morphology».

## Основные труды
- Экспериментальное и сравнительное исследование ранних стадий развития органов движения некоторых позвоночных. — Москва, 1952. — 216 с.
- Развитие глаза в свете экспериментальных исследований / Г. В. Лопашов, О. Г. Строева ; Акад. наук СССР. Ин-т морфологии животных им. А. Н. Северцова. — Москва : Изд-во Акад. наук СССР, 1963. — 206 с.
- Морфогенез и врожденные аномалии глаза млекопитающих. — Москва, 1968. — 485 с.
- Морфогенез и врожденные аномалии глаза млекопитающих / АН СССР. Ин-т биологии развития. — Москва : Наука, 1971. — 242 с
- Борис Львович Астауров: очерки, воспоминания, письма, материалы : [сборник] / Российская акад. наук, Отд-ние биол. наук, Ин-т биологии развития им. Н. К. Кольцова; отв. ред. О. Г. Строева. — Москва : Наука, 2004. — 426 с. ISBN 5-02-032613-5
- Иосиф Абрамович Рапопорт, 1912—1990 / О. Г. Строева; отв. ред. В. Г. Митрофанов. — РАН, Москва : Наука, 2009. — 213 с. ISBN 978-5-02-036124-9[5]

## Награды, звания, премии
- Премия РАН имени А. О. Ковалевского (2003 — за цикл работ «Исследование механизмов дифференцировки и трансдифференцировки клеток в сравнительном ряду позвоночных»)[6]

## Семья
Супруг — И. А. Рапопорт (1912—1990) — учёный-генетик, открывший химический мутагенез, член-корреспондент АН СССР